# Caravana (vehículo)

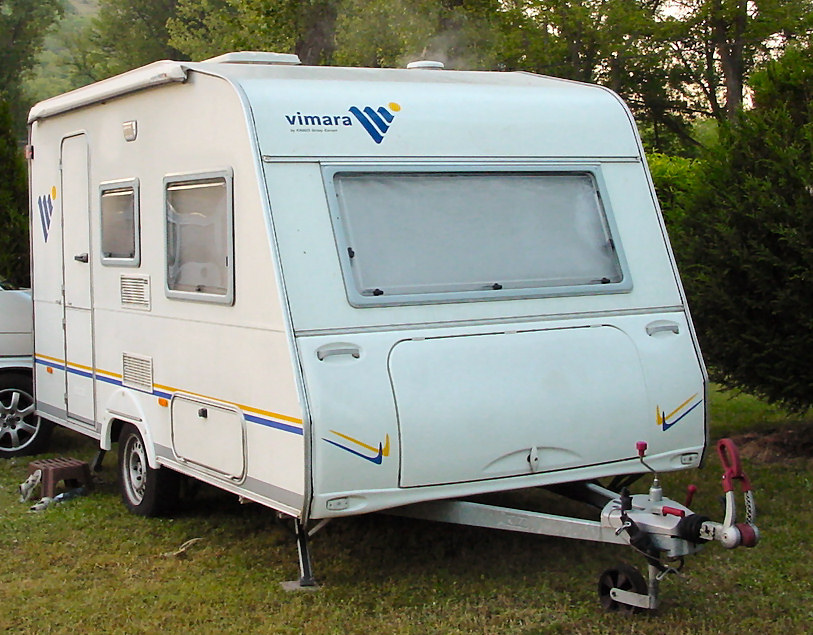
Un ejemplo ilustrativo de caravana.

Una caravana, casa móvil o casa rodante es un tipo de vehículo de tipo remolque cerrado y que incluye en su interior un mobiliario básico a modo de casa u hogar móvil, normalmente con el objetivo de usarlo de vivienda durante los viajes, empleando como elemento tractor, para su desplazamiento, un automóvil.
Se puede abreviar como RV (del inglés recreational vehicle, vehículo recreacional).

## Tipos
Existe también la autocaravana (también llamada casa autoportante o motorhome), que es un vehículo automóvil.
- Cámper (plural cámperes o, más usual, cámpers) en Costa Rica; en México un cámper se define como una cabina para camionetas.
- Caravana, roulotte (a veces escrito roulot o rulot) en España.
- Caravana, en España.
- Carretón en Ecuador.
- Casa rodante en Argentina, Chile, Colombia y Uruguay.
- Tráiler (plural tráileres) en Centroamérica, México, Venezuela.

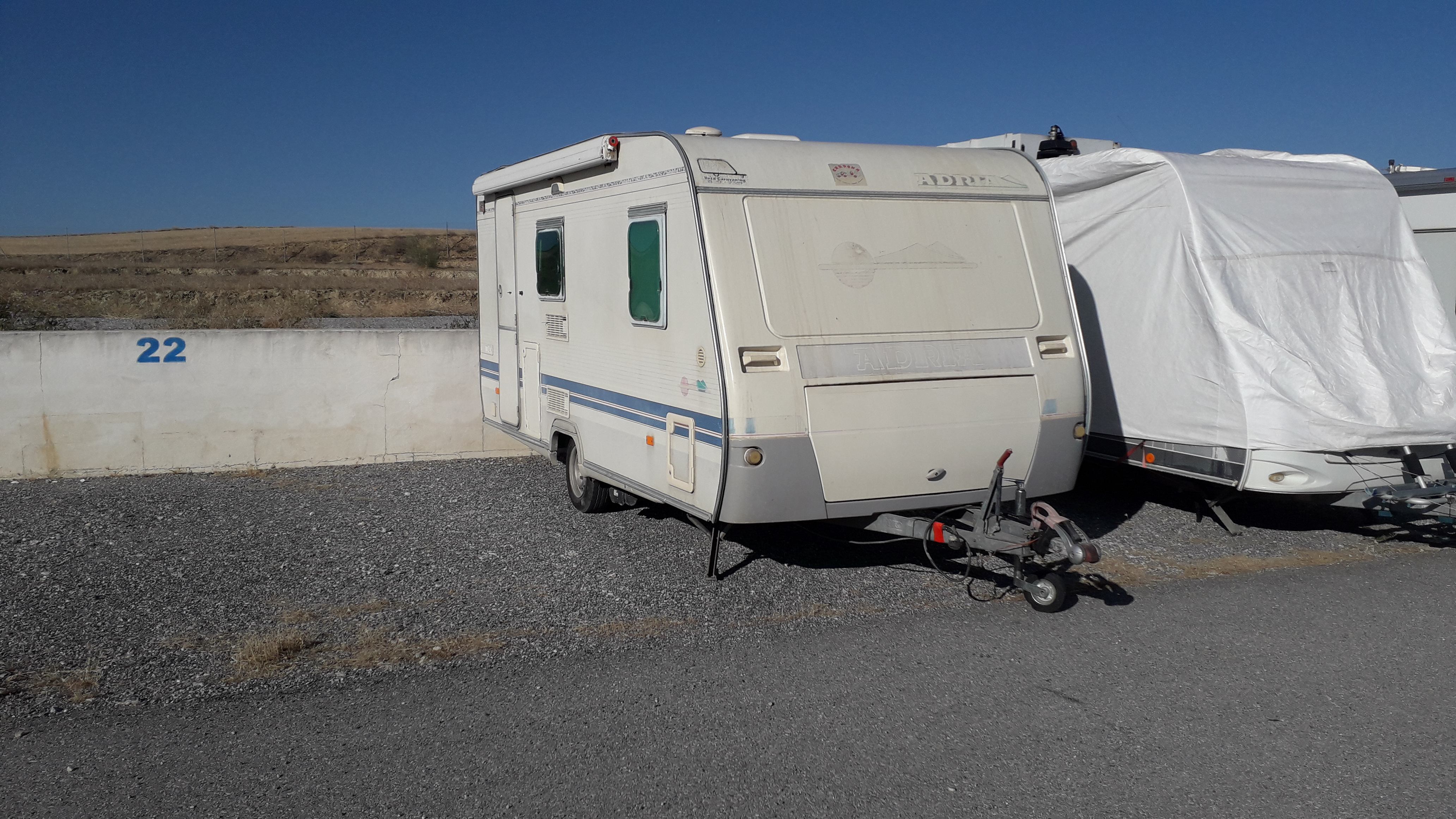
Caravana

## Historia
La caravana moderna fue inventada por la empresa Alemana Dethleffs en 1931.
Al parecer la moda de las caravanas surgió hacia los años 1940 en Estados Unidos debido a que los surfistas necesitaban desplazarse con comodidad y poder mantenerse en un lugar determinado a bajo coste. Las primeras caravanas en España empezaron a ser vistas alrededor del año 1950.
Las primeras caravanas consistían en poco más que una cama y una cocina, pero hoy en día disponen de todas las comodidades como televisión, vídeo, aire acondicionado, varias literas plegables e incluso servicio con ducha.

## Características generales
Una caravana suele llevar como mínimo una cocina y una cama (normalmente para dos personas) en los modelos más básicos y antiguos. En los modelos más modernos suelen existir tres zonas diferenciadas:
- cocina y baño
- salón
- dormitorio (normalmente con cama matrimonial)

Otras caravanas llevan literas, o también pueden llevar dos salones (convertibles en camas). Las caravanas más grandes pueden llevar tres ambientes; es decir, la distribución de la caravana se dispone de un ambiente en donde suelen estar o las literas o una sola cama, una parte central en la que se encuentra una mesa con la cocina, microondas, televisión y nevera, que según el modelo, puede ser una nevera grande o pequeña (de las de bajo mármol) y un tercer ambiente que es donde está ubicada la cama matrimonial.
Disponen solamente de dos ruedas, aunque las más grandes también pueden ser de doble eje (con cuatro ruedas en la parte central), anclajes especiales para quedar unida al automóvil y permitir la articulación del conjunto para facilitar la maniobrabilidad a la hora de desplazarse. Suelen llevar un estabilizador para favorecer la estabilidad del conjunto coche-caravana.
Su uso habitual es el de sustituir a la tienda de campaña en las acampadas o para poder pasar una estancia en algún paraje natural que no posee facilidades de estancia.
Aunque mayoritariamente se utilizan para pernoctar en un camping, gracias a que pueden incorporar depósitos de agua potable y de aguas grises (agua sucia recogida de los desagües de fregadero, lavado y ducha), se pueden usar autónomamente sin necesidad de entrar en ningún camping.
Además para disponer de electricidad, se le puede incorporar una batería e incluso placas solares.
Además de la caravana, se les puede acoplar un toldo para protegerse del sol cuando se está realizando una ruta turística o cuando se pernocta en un camping por pocos días, o también para cuando se pernocta por más días, se habilita un avancé que pueden ser de distintos tamaños y marcas, en función de las dimensiones de la caravana y de las necesidades de la persona.
Las caravanas no pueden estacionar en una vía pública ni en áreas de servicio que no estén expresamente autorizadas. Pueden ser estacionadas en una plaza de aparcamiento en una ciudad o pueblo, pero en ningún caso, pueden bajar las patas, abrir ventanas o sacar mobiliario al exterior como sillas o mesas, ya que sería un acto de estacionamiento y no está legalmente permitido.

## Caravanas en España

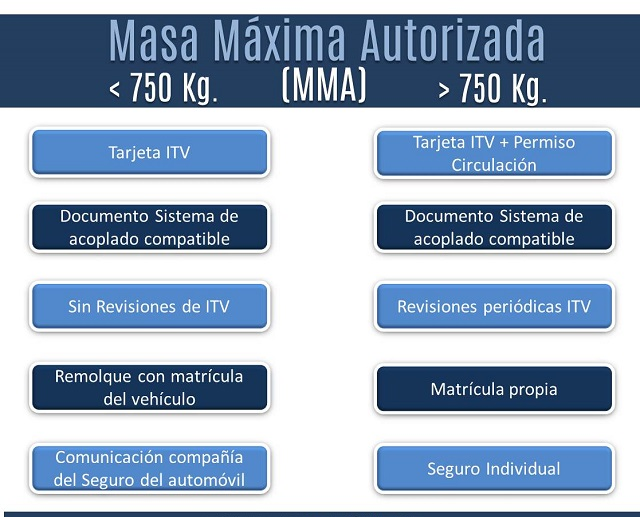
Requisitos MMA España

Si el peso máximo autorizado (MMA) de la caravana no supera los 750 kilos, no es necesario matricularla (tiene que llevar la misma matrícula del coche para poder circular), pero si supera los 750 kilos se debe matricular (matrícula roja); en este caso la caravana debe llevar dos matrículas: la del coche y la propia. En este caso, tiene que pasar la Inspección Técnica de Vehículos (la primera a los 6 años y luego cada 2). Las caravanas de este peso, menor a los 750 kilogramos, son llamadas mini caravanas.
Los precios varían en función de las características y opciones que se deseen en la caravana, así se pueden encontrar caravanas básicas nuevas desde 10000 €, hasta más de 80000€ en alguna caravana de doble eje de lujo. También existen mercados de caravanas de segunda mano con precio bastante inferior. 